# Alick Banda
Alick Banda (Mufulira, 15 de novembro de 1963) é um clérigo zambiano e arcebispo católico romano de Lusaka.

## Biografia
Alick Banda foi ordenado sacerdote pela Diocese de Ndola em 7 de agosto de 1994.
Em 30 de maio de 2007, o Papa Bento XVI o nomeou Bispo de Solwezi. O Núncio Apostólico na Zâmbia e no Malawi, Dom Nicola Girasoli, ordenou-o bispo em 29 de julho do mesmo ano. Os co-consagradores foram Telesphore George Mpundu, Arcebispo de Lusaka, e Noel Charles O’Regan, Bispo de Ndola.
Em 13 de novembro de 2009, o Papa Bento XVI o nomeou Bispo Coadjutor de Ndola. Quando Noel Charles O'Regan renunciou em 16 de janeiro de 2010, ele o sucedeu como Bispo de Ndola. Além disso, chefiou a Diocese de Solwezi como Administrador Apostólico até sua substituição no final de maio de 2010.
O Papa Francisco nomeou-o Arcebispo de Lusaka em 30 de janeiro de 2018. A posse ocorreu no dia 14 de abril do mesmo ano. Até a posse do seu sucessor Benjamin Phiri, em 15 de agosto de 2020, administrou a Diocese de Ndola como Administrador Apostólico.